# Élections sénatoriales de 2023 dans l'Orne
Les élections sénatoriales de 2023 dans l'Orne ont lieu le dimanche 24 septembre 2023. Elles ont pour but d'élire les deux sénateurs représentant le département au Sénat pour un mandat de six années.

## Contexte départemental
Lors des élections sénatoriales de 2017 dans l'Orne, une UDI, Nathalie Goulet et un LR, Vincent Segouin ont été élus.
Depuis, tous les effectifs du collège électoral des grands électeurs ont été renouvelés, avec les élections législatives de 2022, les élections régionales de 2021, les élections départementales de 2021 et les élections municipales de 2020.

## Sénateurs sortants
| Sénateur | Sénateur        | Parti | Fonctions lors de l'élection en 2017       |
| -------- | --------------- | ----- | ------------------------------------------ |
|          | Nathalie Goulet | UDI   | Sénatrice sortante                         |
|          | Vincent Segouin | LR    | Conseiller départemental, maire de Bellême |

## Présentation des candidats et des suppléants
Les nouveaux représentants sont élus pour une législature de 6 ans au suffrage universel indirect par les 1 050 grands électeurs du département. Dans la Orne, les sénateurs sont élus au scrutin majoritaire plurinominal. Le nombre reste inchangé, deux sénateurs sont à élire. 
| T/S | Candidats | Candidats                   | Parti | Principales fonctions                                    |
| --- | --------- | --------------------------- | ----- | -------------------------------------------------------- |
| T   |           | Olivier Bitz                | HOR   |                                                          |
| S   |           | Annie Desoeuvre             | DVD   | Adjointe au maire de Ménil-Hubert-sur-Orne               |
|     |           |                             |       |                                                          |
| T   |           | Rémi Fortier                | LFI   |                                                          |
| S   |           | Martine Monteggia           | LFI   | Conseillère municipale de Argentan                       |
|     |           |                             |       |                                                          |
| T   |           | Nathalie Goulet             | UDI   | Sénatrice sortante                                       |
| S   |           | Franck Poirier              | RE    | Maire de Tourouvre au Perche                             |
|     |           |                             |       |                                                          |
| T   |           | Julian Ladame               | PS    | Conseiller municipal d'Argentan                          |
| S   |           | Stéphanie Bretel Koukougnon | DVG   | Adjointe au maire d'Alençon                              |
|     |           |                             |       |                                                          |
| T   |           | Gérard Latinier             | RN    | Conseiller municipal de L'Aigle                          |
| S   |           | Myriam Maignan              | RN    |                                                          |
|     |           |                             |       |                                                          |
| T   |           | Nicolas Ledentu             | PCF   |                                                          |
| S   |           | Marie-Noëlle Vonthron       | PCF   | Conseillère municipale d'Alençon                         |
|     |           |                             |       |                                                          |
| T   |           | Pierre Ristic               | EELV  |                                                          |
| S   |           | Florence Picot              | EELV  |                                                          |
|     |           |                             |       |                                                          |
| T   |           | Vincent Segouin             | LR    | Sénateur sortant, conseiller départemental               |
| S   |           | Marie-Françoise Frouel      | LR    | Conseillère départementale, maire de Montreuil-au-Houlme |

## Résultats
| Candidats                | Candidats                | Parti                    | Nuance                   | Premier tour | Premier tour | Second tour | Second tour |
| Candidats                | Candidats                | Parti                    | Nuance                   | Voix         | %            | Voix        | %           |
| ------------------------ | ------------------------ | ------------------------ | ------------------------ | ------------ | ------------ | ----------- | ----------- |
|                          | Nathalie Goulet          | UDI                      | UDI                      | 713          | 69,02        |             |             |
|                          | Olivier Bitz             | HOR                      | HOR                      | 442          | 42,79        | 518         | 51,65       |
|                          | Vincent Segouin          | LR                       | LR                       | 361          | 34,95        | 351         | 35,00       |
|                          | Julian Ladame            | PS                       | SOC                      | 101          | 9,78         | 86          | 8,57        |
|                          | Gérard Latinier          | RN                       | RN                       | 70           | 6,78         | 48          | 4,79        |
|                          | Pierre Ristic            | EELV                     | VEC                      | 52           | 5,03         | Retrait     | Retrait     |
|                          | Nicolas Ledentu          | PCF                      | COM                      | 35           | 3,39         | Retrait     | Retrait     |
|                          | Rémi Fortier             | LFI                      | FI                       | 32           | 3,10         | Retrait     | Retrait     |
|                          |                          |                          |                          |              |              |             |             |
| Suffrages exprimés       | Suffrages exprimés       | Suffrages exprimés       | Suffrages exprimés       | 1 033        | 99,04        | 1003        | 97,00       |
| Votes blancs             | Votes blancs             | Votes blancs             | Votes blancs             | 3            | 0,29         | 20          | 1,93        |
| Votes nuls               | Votes nuls               | Votes nuls               | Votes nuls               | 7            | 0,67         | 11          | 1,06        |
| Total                    | Total                    | Total                    | Total                    | 1 043        | 100          | 1034        | 100         |
| Abstention               | Abstention               | Abstention               | Abstention               | 11           | 1,04         | 20          | 1,90        |
| Inscrits / participation | Inscrits / participation | Inscrits / participation | Inscrits / participation | 1 054        | 98,96        | 1 054       | 98,10       |